# Super 8 (film)
Pour les articles homonymes, voir Super 8 (homonymie).
Pour plus de détails, voir Fiche technique et Distribution.
Super 8 est un film de science-fiction américain écrit, produit et réalisé par J. J. Abrams et sorti en 2011. Il est également coproduit par Steven Spielberg.
Ce film a servi de film d'ouverture au Festival international du film de Locarno en 2011.

## Synopsis
3 février 1979, à Lillian, dans l'Ohio. Joseph « Joe » Lamb perd tragiquement sa mère, Elizabeth, dans un accident à la fonderie de la ville. À la suite de cette disparition brutale, les relations entre le garçon et son père Jackson, le shérif-adjoint de la ville, deviennent tendues.
Quatre mois plus tard. Alors que Joe et ses amis Charles, Preston, Martin, Cary et Alice Dainard tournent un film d'horreur amateur en Super 8, le groupe est témoin du déraillement spectaculaire d'un train militaire causé par une camionnette. Arrivant sur les lieux de l'accident, le groupe découvre d'étranges cubes blancs, ainsi que leur professeur de biologie, le docteur Woodward, au volant du véhicule, qui leur intime de ne pas révéler leur présence sur ces lieux sous peine de danger de mort. Au même moment, des militaires dirigés par le colonel Nelec arrivent sur les lieux, mais les jeunes s'enfuient et décident de ne rien dire à leurs parents.
Dans les jours qui suivent, une force invisible se met à rôder dans la ville, faisant disparaître des habitants, des animaux, ainsi que des appareils électriques, effrayant les habitants. Après la volatilisation du shérif, le père de Joe prend le commandement de la brigade et essaye de percer le mystère qui entoure l'accident du train. Jack découvre bientôt sur une fréquence militaire que le colonel Nelec est sur le point de déclencher l'opération Courte-Distance. Nelec déploie bientôt son armée dans toute la ville, après avoir achevé le docteur Woodward, à la suite d'un interrogatoire infructueux.
Le tournage du film continue et Charles devient jaloux de la relation entre Joe et Alice qui semblent éprouver chacun les mêmes sentiments. Cette dernière est un soir chassée de chez elle par son père Louis, un alcoolique imbu de lui-même et incapable de se gérer correctement et responsable — malgré lui — de la mort d'Elizabeth Lamb. Mais alors qu'elle fuit sur son vélo, Alice est capturée à son tour. Le lendemain, Charles et Joe découvrent que la caméra tombée à terre lors de l'accident du train a filmé une créature gigantesque s'échappant d'un wagon retourné. Au même moment, l'armée provoque un gigantesque incendie dans le but de faire évacuer la ville tout entière.
Joe retrouve le père d'Alice qui lui dit qu'une créature a enlevé sa fille. Joe, Charles, Cary et Martin retournent alors en ville en cachette et se dirigent vers leur lycée, où ils enquêtent sur le Dr Woodward. Dans les journaux, films et enregistrements audio trouvés, ils découvrent que le gouvernement a caché l'existence d'un extraterrestre qui s'est écrasé sur Terre en 1958. La créature souhaitait reconstruire son vaisseau en utilisant les cubes blancs et retourner chez elle, mais elle avait été capturée par l'armée de l'air sous les ordres de Nelec. En l'étudiant, Woodward avait développé une liaison télépathique avec la créature qui lui fit comprendre qu'elle souhaitait juste rentrer chez elle sans présenter un réel danger pour les humains (son attitude agressive n'étant en fait que de la défense). Lorsqu'il apprit que cette dernière allait être déplacée d'une base militaire à une autre, Woodward espérait pouvoir la sauver en entrant en collision avec le train.
Alors que Jack s'enfuit de la base avec le père d'Alice, Nelec et son équipe capturent les garçons pour les ramener à bord d'un bus. Mais en route ils sont attaqués puis tués par le monstre, à l’exception des jeunes qui s'échappent. Joe et Cary partent alors à la recherche d'Alice près du cimetière, dans une gigantesque galerie souterraine où ils découvrent le repaire de l'extraterrestre. Ce dernier a entreposé le matériel volé pour créer un électro-aimant juste sous le château d'eau. Joe réussit à sauver Alice et convainc la créature de les laisser partir. Entre-temps, l'armée, déployée en masse dans la ville, subit les effets de l’aimant extraterrestre, l'empêchant de répliquer face à l'alien. Peu après, l'aimant géant attire tous les cubes blancs qui commencent à s'aligner pour prendre la forme d'un vaisseau spatial. Alors que Jack et Louis retrouvent leurs enfants, ils regardent l'engin disparaître vers les étoiles…
Pendant le générique de fin, le film complet, The Case, est présenté avec un épilogue mettant en vedette Charles plaidant devant les juges du Festival pour sélectionner son film.

## Fiche technique
- Titre français et original : Super 8
- Réalisation et scénario : J. J. Abrams
  - Première assistante : Tommy Gormley
  - Secondes assistantes : Lynn Struiksma et Ian Calip
- Décors : Martin Whist
- Costumes : Ha Nguyen
- Photographie : Larry Fong
- Montage : Maryann Brandon et Mary Jo Markey
  - Montage du son : Matthew Wood
  - Effet sonore : Ben Burtt
- Musique : Michael Giacchino
  - Supervision musicale : George Drakoulias
- Casting : April Webster et Alyssa Weisberg
- Direction artistique : David Scott et Domenic Silvestri
- Production : J. J. Abrams, Steven Spielberg et Bryan Burk
  - Production exécutive : Guy Riedel
  - Productions associées : Udi Nedivi et Ben Rosenblatt
- Sociétés de production : Paramount Pictures, Amblin Entertainment et Bad Robot Productions
- Sociétés de distribution :
  - Paramount Pictures (États-Unis)
  - Paramount Pictures Entertainment (Canada)
  - Universal Pictures International (Belgique)
  - Paramount Pictures France (France)
- Sociétés des effets spéciaux : Evil Eye Pictures, Industrial Light & Magic et Scanline VFX
  - Supervision des effets spéciaux : Steve Riley
  - Supervision des effets visuels : Russell Earl, Kim Libreri (ILM), Daniel P. Rosen (Evil Eye Pictures) et Stephan Trojansky (Scanline VFX)
- Format : Couleur — 2.35 : 1 • 35 mm — SDDS • DTS • Dolby Digital
- Budget : 50 000 000 de dollars
- Pays de production :  États-Unis
- Langue originale : anglais
- Genre : Science-fiction
- Dates de sortie :
  - États-Unis, Canada : 10 juin 2011
  - Belgique : 27 juillet 2011
  - France / Suisse : 3 août 2011
- Durée : 112 minutes
- Interdictions :
  - France : film tous publics lors de sa sortie en salles.

 Sauf indication contraire, les informations mentionnées dans cette section peuvent être confirmées par la base de données cinématographiques IMDb,  présente dans la section « Liens externes ».

## Distribution
- Joel Courtney (VF : Gabriel Bismuth-Bienaimé ; VQ : Charles Sirard Blouin) : Joseph « Joe » Lamb
- Elle Fanning (VF : Claire Bouanich ; VQ : Laurie Mastropietro) : Alice Dainard
- Kyle Chandler (VF : Emmanuel Curtil ; VQ : Daniel Picard) : Jackson « Jack » Lamb
- Riley Griffiths (en) (VF : Martin Faliu ; VQ : Damien Muller) : Charles Kaznyk
- Ryan Lee (en) (VF : Antoine Fonck ; VQ : Vassili Schneider) : Cary
- Ron Eldard (VF : Jérémie Covillault ; VQ : Pierre Auger) : Louis Dainard
- Noah Emmerich (VF : Lionel Tua ; VQ : Benoît Rousseau) : Colonel Nelec
- Michael Hitchcock (VF : Patrick Osmond) : Rosko, un shérif-adjoint
- Gabriel Basso (VF : Brice Ournac ; VQ : Alexandre Bacon) : Martin
- Amanda Michalka (VF : Camille Donda ; VQ : Kim Jalabert) : Jennifer « Jen » Kaznyk
- Zach Mills (en) (VF : Pierre Casanova ; VQ : Gabriel Turbide) : Preston
- Glynn Turman (VF : Peter King ; VQ : Denis Mercier) : le Dr Woodward
- Dan Castellaneta (VF : Patrick Préjean) : Izzy, le concessionnaire automobile
- David Gallagher (VF : Fabrice Trojani ; VQ : Gabriel Lessard) : Donny
- Beau Knapp (VF : Charles Germain) : Breen
- Anthony Shell (VF : Patrick Cohen) : Policier
- Jessica Tuck (VF : Véronique Borgias ; VQ : Valérie Gagné) : Mme Kaznyk
- Joel McKinnon Miller (VQ : Denis Gravereaux) : M. Kaznyk
- Andrew Miller et Jakob Miller : les jumeaux Kaznyk
- Jade Griffiths : Benji Kaznyk
- Britt Flatmo : Peg Kaznyk
- Richard T. Jones (VF : Frantz Confiac ; VQ : Patrick Chouinard) : Overmyer
- Amanda Foreman : Lydia Connors, présentatrice du journal de Channel 14
- Brett Rice (en) (VF : Richard Leblond) : le shérif Pruitt
- Michael Giacchino : Crawford, un shérif-adjoint
- Jack Axelrod (VF : Gérard Surugue) : M. Blakely
- Bruce Greenwood : Cooper[1]
- Tim Griffin : un commando
- Caitriona Balfe : Elizabeth Lamb
- Dale Dickey : Edie

Source et légende : version française (VF) sur Voxofilm
 Source et légende : version québécoise (VQ) sur Doublage.qc.ca

## Production

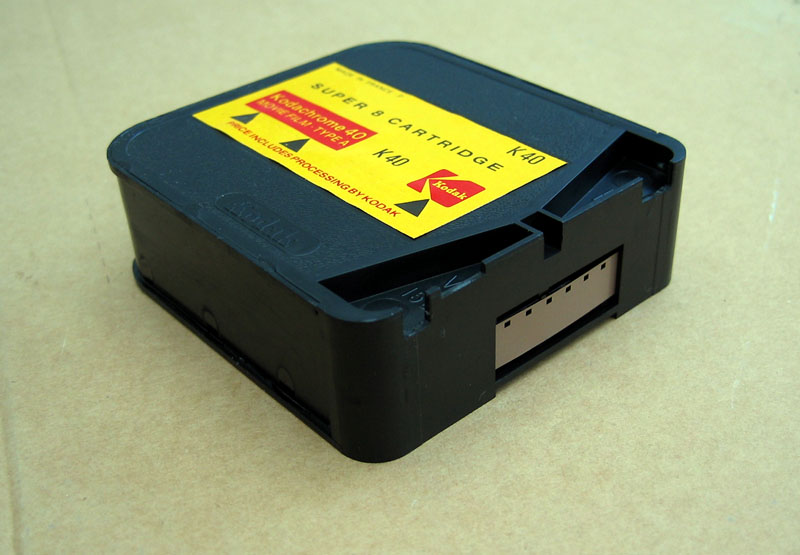
Chargeur Super 8 muet Kodachrome 40, similaire à ceux utilisés par les enfants dans le film

### Développement
Super 8 est un film rendant hommage au cinéma fantastique des années 1980, plus spécialement à celui de Steven Spielberg avec des références évidentes à E.T. l'extra-terrestre, Rencontres du troisième type ou encore Les Goonies. Comme le personnage héroïque du film Joe, Steven Spielberg a tourné des films en Super 8 à l'âge de douze ans et l'une de ses scènes favorites était une catastrophe ferroviaire filmée avec un train électrique. Bien des années plus tard, c'est aux jeunes d'une quinzaine d'années J. J. Abrams et Matt Reeves qu'il confie la restauration de ses films Super 8,.
Après le succès de son film Star Trek, J. J. Abrams collabore avec Spielberg sur le scénario de Super 8, au début présenté par la presse comme étant rattaché à Cloverfield (ce que J. J. Abrams démentit). Super 8 est le premier film produit par Amblin Entertainment, Bad Robot Productions et Paramount Pictures.

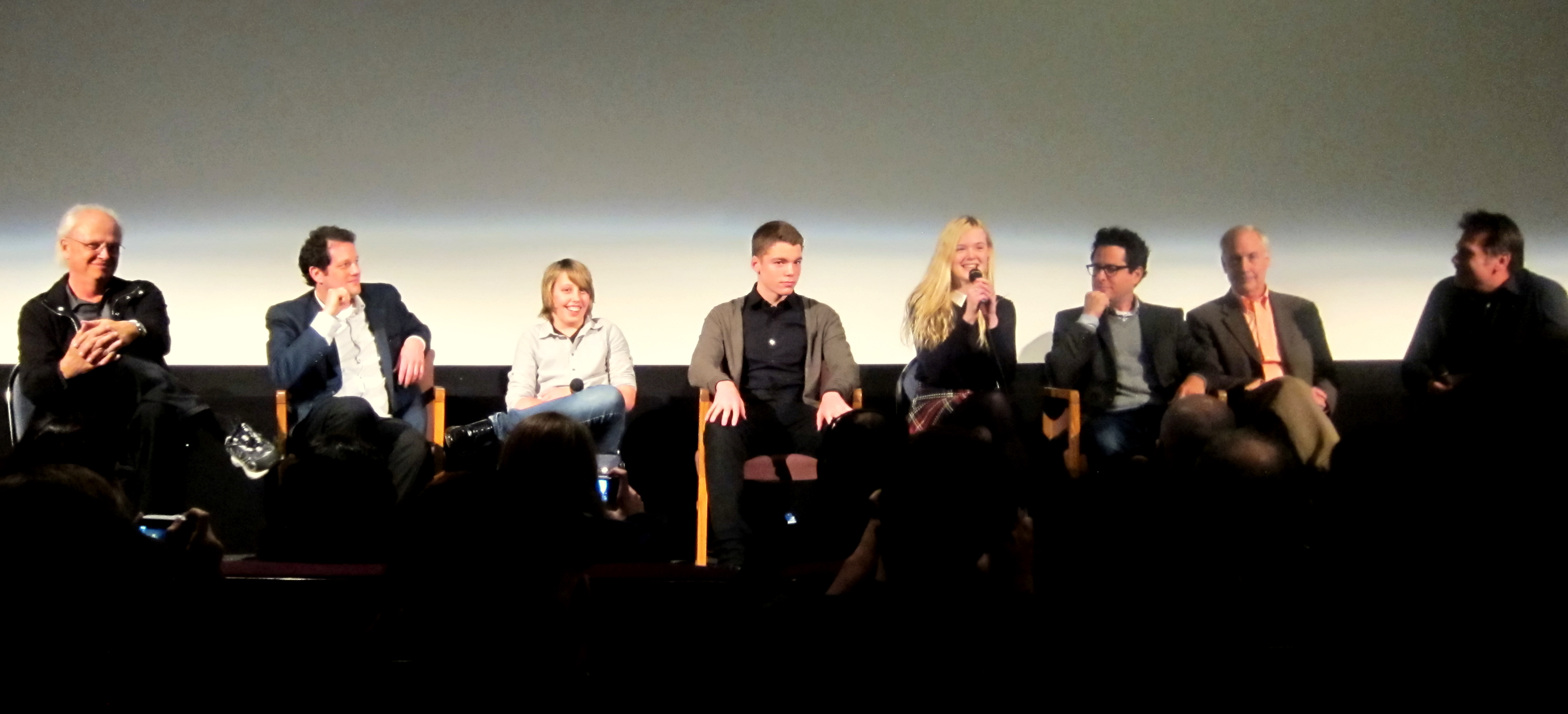
L'équipe du film, de gauche à droite : Dennis Muren, Michael Giacchino, Ryan Lee, Gabriel Basso, Elle Fanning, J. J. Abrams, Ben Burtt.

La première bande-annonce est dévoilée en mai 2010 et déclenche un véritable jeu en réalité alternée (ou ARG) lorsqu'une phrase cachée dans la vidéo (Scariest Thing I Ever Saw), mène les internautes à un site web contenant des indices sur l'intrigue du film. Un autre site viral Poppeteers Rocket est également mis en ligne en même temps que le site officiel. En avril 2011, le jeu vidéo Portal 2 contenait également un niveau plaçant le joueur à bord du train militaire après le déraillement .
C'est l'artiste Neville Page, qui a déjà travaillé sur Avatar, Star Trek ou encore Green Lantern qui s'est occupé du design de la créature nommée Cooper durant la production.

### Tournage
Avec un budget de 50 000 000 de dollars, le tournage a débuté le 20 septembre 2010 et s'est déroulé principalement à Weirton dans l’État de Virginie-Occidentale et en studios à Los Angeles en Californie. Weirton a été choisie en raison de son style très similaire à une ville sidérurgique des années 1970. De nombreux habitants non professionnels ont été engagés pour de petits rôles dans le film, notamment dans la scène dans laquelle les habitants se plaignent au shérif-adjoint.

### Musique
La musique est composée par le compositeur Michael Giacchino, ami de J. J. Abrams depuis plusieurs années grâce à leurs sept collaborations précédentes (Star Trek, Mission impossible 3, Fringe, Cloverfield, Alias, Six Degrees, Lost : Les Disparus). Il s'inspire entre autres de thèmes musicaux des années 1970.
Chaque thème du film reprend la même mélodie de base, mais à quelques notes près, car chacune a un développement différent. La musique est souvent oppressante, mais obtient quelques variations joyeuses, en rapport avec Joe, Alice, etc.
Le piano y est omniprésent, et la majorité des instruments choisis est en rapport avec les personnages et l'histoire. La musique occupe une place majeure dans le film.
Des chansons des années 1970 sont également utilisées pour quelques scènes du film comme le grand succès de The Knack My Sharona, qui sert aussi de générique de fin.
On pourrait aussi faire un clin d’œil, à la vision qu'ont certains adultes envers les lecteurs MP3 de nos jours, au baladeur à cassette ; lors d'une scène du film, le shérif dit au jeune homme travaillant dans la station essence qui écoute de la musique sur un baladeur : « Chacun sa propre musique dans ses oreilles ?! On est sur la mauvaise pente. »

## Clins d'œil et références
- La ville du film, Lillian, a été nommée en hommage à la grand-mère de J. J. Abrams[12].
- La station essence s'appelle Kelvin Gasoline, en référence au grand-père de J. J. Abrams nommé Kelvin. Le réalisateur a déjà utilisé ce nom dans plusieurs de ses projets précédents : comme le personnage Kelvin Inman dans Lost : Les Disparus ou le vaisseau spatial USS Kelvin dans Star Trek[12]. Toujours dans la scène de la station essence, on peut apercevoir brièvement un logo de Slusho, qui était le faux titre et un élément du marketing viral autour de Cloverfield, produit par J. J. Abrams en 2008[12]. La société de stations essence Kelvin sera plus tard visible au début de The Cloverfield Paradox.
- Quand le shérif-adjoint parle à son fils Joe au restaurant, il lui dit « J'ai rien contre tes copains, tu le sais. Je les aime bien tes copains. Sauf Cary qui se fait un devoir de mettre le feu à tout ce qu'il voit ! » (en anglais : « I got nothing against your friends, I like your friends. Except for Cary, who can't seem to stop lighting things on fire. »). Cela fait référence au roman Carrie de Stephen King, où Carrie White fait exploser un lycée et une station service par télékinésie. De plus, Carrie est le roman préféré de Juliet Burke dans Lost : Les Disparus[12].
- Le film contient plusieurs clins d’œil au réalisateur de films de zombies George A. Romero : dans le film The Case tourné par les enfants, Romero Chemicals est une entreprise responsable de l'infection zombie ; l'un des enfants, Charles, possède une affiche de l'un de ses films dans sa chambre[12].
- Le réalisateur J. J. Abrams fait un caméo : lors de l'évacuation de la ville, il joue le militaire sortant de la jeep (à 01:08:15 de film)[12].
- À la fin du film, on peut voir brièvement l'enseigne d'une taverne appelée James Locke. Cela renvoie aux personnages de James Ford et John Locke dans Lost : Les Disparus. Par ailleurs, un acteur nommé James Locke a joué dans un épisode de la série télévisée[12].
- On peut voir la bicyclette du film E.T. l'extra-terrestre  « collée » parmi d'autres objets métalliques au château d'eau[12].
- Dans le jeu Portal 2 de Valve, on peut « essayer » un trailer interactif du film dans la partie Extra, au moment de l'accident du train.
- Lorsque Joe est en train de maquiller Alice en mort-vivant (autour de 00:39 de film), cette dernière lui demande où il a appris à maquiller pour les films, il lui répond « Dans le livre de Dick Smith sur le maquillage de monstre » : ce livre de Dick Smith, Dick Smith's Do-It-Yourself Monster Make-Up Handbook, a été publié en 1985, alors que le film est censé se dérouler en 1979[13].

## Distinctions principales
Sauf indication contraire, les informations mentionnées dans cette section peuvent être confirmées par la base de données cinématographiques IMDb,  présente dans la section « Liens externes ».
Hollywood Film Festival 2011
Spotlight Award pour Elle Fanning
Satellite Awards 2012
Nomination au Satellite Award de la meilleure actrice dans un second rôle pour Elle Fanning
Phoenix Film Critics Society Awards 2011
Meilleur casting pour l'ensemble des acteurs et actrice du film
Nomination pour la Meilleure révélation pour Elle Fanning
Golden Reel Awards 2012
Meilleur montage son de dialogues et doublage d'un long-métrage
Critics' Choice Movie Awards 2012
Nomination au Critics' Choice Movie Award du meilleur film d'action
Nomination au Critics' Choice Movie Award du meilleur son
Nomination au Critics' Choice Movie Award des meilleurs effets visuels
Nomination au Critics' Choice Movie Award du meilleur espoir pour Elle Fanning
Saturn Awards 2012
Saturn Award de la meilleure réalisation pour J. J. Abrams
Saturn Award de la meilleure musique pour Michael Giacchino
Saturn Award du meilleur jeune acteur pour Joel Courtney
Nomination au Saturn Award du meilleur film de science-fiction
Nomination au Saturn Award du meilleur scénario pour J. J. Abrams
Nomination au Saturn Award du meilleur montage pour Mary Jo Markey et Maryann Brandon
Nomination au Saturn Award du meilleur jeune acteur pour Elle Fanning

## Sortie

### Accueil
Sur le site Rotten Tomatoes, le film a reçu des critiques majoritairement favorables, avec une note moyenne de 7,4⁄10 et 82 % d'avis favorables basées sur 266 critiques. Le site le résume en indiquant que le film « Peut évoquer des souvenirs d'été classique des blockbusters avec un peu trop d'empressement pour certains, mais Super 8 a des sensations visuelles, éblouissantes, et de la profondeur émotionnelle à épargner. »
Allociné démontre que le film a reçu une note de 3,8⁄5 basée sur vingt-trois critiques de presse, et une bonne moyenne de 3,6⁄5 par les spectateurs.
Quant à l’IMDb, il a obtenu une moyenne de 7,1⁄10 obtenu sur une moyenne de 174 881 utilisateurs.
Sur Metacritic, il obtient le «metascore» de 72⁄100 basées sur 41 critiques et de 7,3⁄10 par les utilisateurs basées sur 608 utilisateurs.
Enfin le film est classé parmi les dix meilleurs films de l'année par les Cahiers du cinéma, qui lui consacrent une couverture en juillet 2011.

### Box-office
- Monde : 259 936 677 $[17]
- États-Unis,  Canada : 127 004 179 $[17]
- France : 1 506 877 entrées